# Urbain de La Croix

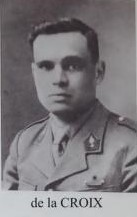
Urbain de La Croix

Urbain Henri Edouard de La Croix, né le 2 septembre 1919 à Paris et mort pour la France le 9 avril 1945, à l’âge de 25 ans, lors de la traversée du Rhin à Mutzig, est un officier français.

## Origines familiales
Il est le fils unique et posthume d’Urbain Joseph Albert de la Croix (1885-1919), Inspecteur des Finances, lieutenant engagé volontaire au 131e Régiment d’Infanterie, mort à 33 ans, le 22 janvier 1919. Par son père, il est l’arrière-petit-fils de l’avocat, homme d'affaires et mécène François-Joseph Audiffred (1807-1892).
Par sa mère, Marguerite-Marie de Curières de Castelnau (1883-1933), il est le petit-fils du Général Édouard de Castelnau, général d'armée français et chef d'État-major des armées durant la Première Guerre mondiale.
Ses parents se marient civilement le 5 août 1917 à Paris, et la bénédiction nuptiale est donnée le 6 août par le Cardinal Amette, archevêque de Paris.

## Jeunesse et Seconde Guerre mondiale
Après la mort de sa mère le 31 mars 1933, alors âgé de 13 ans, il est confié à son grand-père maternel, le Général de Castelnau. Il est élève au Collège Stanislas de 1926 à 1935, puis au Lycée Saint Geneviève et est reçu à l'École Polytechnique (X1939).
Il fait part à plusieurs reprises à sa famille de son souhait de rejoindre la France libre et, en février 1943, il s'évade de France et rejoint par l'Espagne la 1re armée française. Lieutenant au 63e Régiment d’Artillerie d’Afrique, il prend alors part à la campagne d'Italie, puis à la campagne de France et pénètre en Allemagne.

## Mort au combat
Le 31 mars 1945, alors que la 1re armée française du Général de Lattre de Tassigny doit franchir le Rhin de force vive à Gemersheim, le Lieutenant Urbain de La Croix se porte volontaire pour prendre le commandement du Détachement de Liaison et d'Observation qui traversera en premier le fleuve. Son embarcation atteint la rive droite mais il est grièvement blessé par plusieurs balles et a la colonne vertébrale brisée. Paralysé, il continue néanmoins à guider par radio le tir des batteries d'artillerie qu'il commande en appui des 151e régiment d'infanterie et 4e RTM et parvient ainsi à neutraliser progressivement les défenses allemandes. Le détachement débarqué avec lui en éclaireur tient une nuit entière face à l'ennemi avant de pouvoir recevoir du renfort et l'évacuer.
Il meurt de ses blessures le 9 avril 1945 à l’hôpital de Mutzig, en Alsace. Conformément à ses dernières volontés, il sera inhumé aux côtés de ses parents à Chaumont, ville dont est originaire la famille de La Croix.
Citation à l'ordre de l'armée : « Officier au cran magnifique, possède la plus haute notion du devoir. Officier observateur d'artillerie d'appui direct, n'a cessé depuis le début de la campagne de France de poster ses observateurs dans les toutes premières lignes pour mieux voir et augmenter au maximum le rendement des feux de son groupe. A pris le commandement d'une batterie quelques jours avant le passage du Rhin. A demandé à assurer lui-même la liaison de son groupe auprès de la compagnie d'infanterie désignée pour franchir le Rhin la première. Ayant pris place dans un des premiers bateaux avec son équipe de liaison, le 31 mars, a été violemment pris à partie par les feux de plusieurs casemates ennemies. A été blessé très grièvement de quatre balles au moment du débarquement - Considéré comme perdu, a manifesté les sentiments les plus élevés devant une mort qui paraissait certaine. ».

## Décorations et hommages
- Chevalier de la Légion d'honneur
- Croix de guerre 1939-1945 avec palme
- Médaille des évadés[10]

La promotion d'EOR 510 de I' École d'artillerie de Draguignan, essentiellement composée d'artilleurs de la promotion 1985 de Polytechnique, est baptisée « Promotion Urbain de la Croix ».
Un bâtiment de l'École d'artillerie d'ldar-Oberstein portait le nom d'Urbain de la Croix.
Son nom est mentionné sur la façade de la mairie de Saint-Côme-d’Olt (Aveyron) où est dressé un mémorial dédié à la famille de Curières de Castelnau, originaire du lieu.
Urbain était le dernier représentant masculin de la famille de la Croix. En vertu de la loi du 2 juillet 1923 autorisant le relèvement du nom des citoyens morts pour la France, le patronyme « de la Croix » est adjoint à celui de Jean Dimier de la Brunetière, fils aîné d’Yvonne Dimier de la Brunetière (1920-1977), née de la Croix.

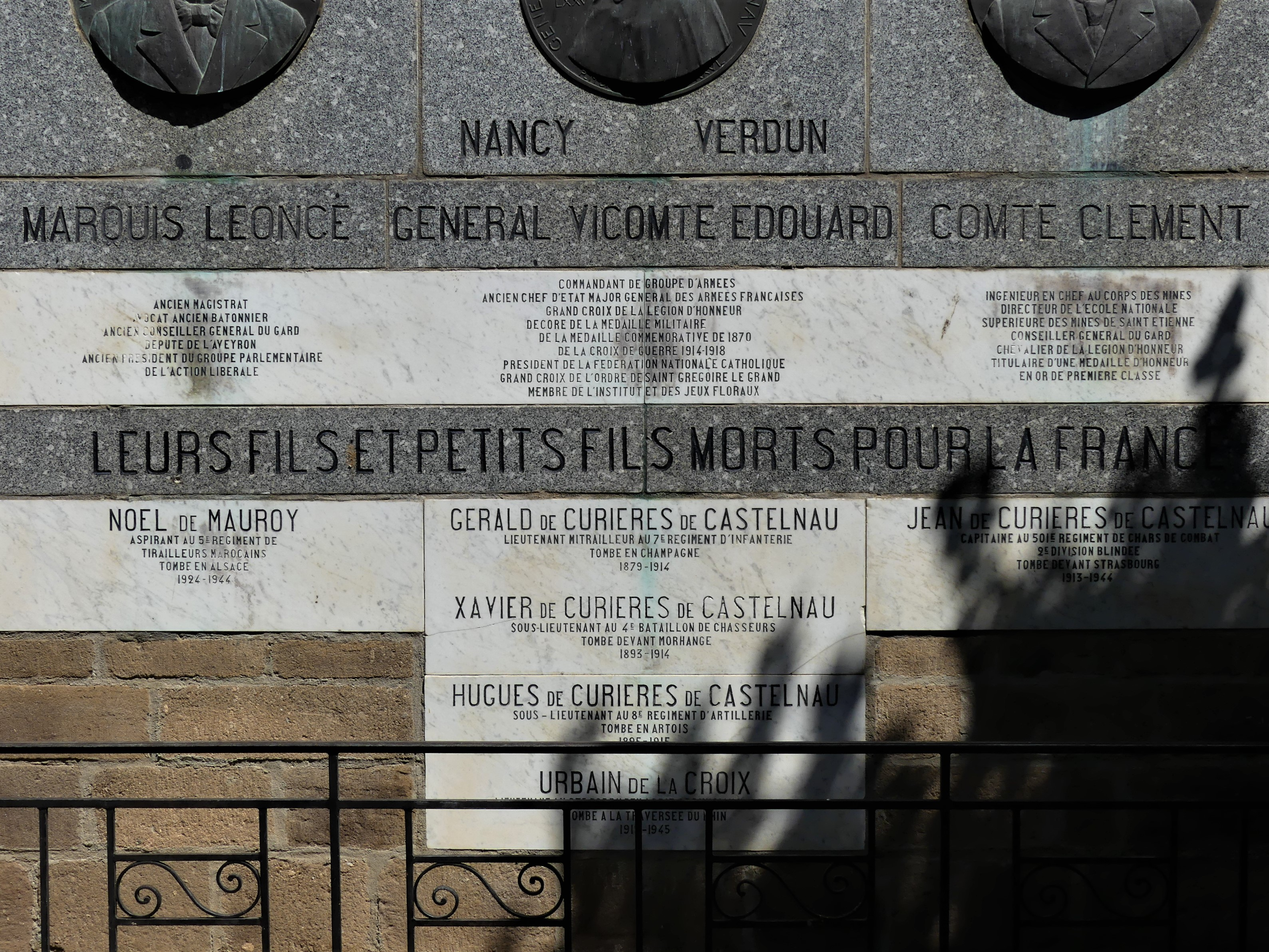
Saint-Côme-d'Olt monument frères Curières